# بانین
بانین (به اسپانیایی: Bañón) یک شهرستان در اسپانیا است که در استان تروئل واقع شده‌است.

## خصوصیات
بانین ۵۳ کیلومترمربع مساحت و ۱۷۴ نفر جمعیت دارد.